# Angiomatosis bacillaris
Angiomatosis bacillaris (ang. bacillary angiomatosis) – zakażenie oportunistyczne rozwijające się u osób z obniżoną odpornością. Czynnikiem etiologicznym może być jeden z dwóch gatunków gram-ujemnych bakterii z rodzaju Bartonella – B. hanselae lub B. quintana. Choroba często opisywana jest u osób zakażonych HIV.
U osób o prawidłowej odporności B. hanselae wywołuje chorobę kociego pazura, natomiast B. quintana – gorączkę okopową.

## Obraz kliniczny i histopatologiczny
Proces chorobowy obejmuje zazwyczaj skórę, ale może dotyczyć również kości, mózgu i innych narządów. W skórze obserwuje się proliferację naczyń, podskórnie tworzą się czerwono-purpurowe guzki lub grudki, możliwe jest ich owrzodzenie. Czasem zmiany są podobne do obserwowanych w liszaju. Zmiany kostne są przyczyną silnego bólu.
Histologiczne stwierdza się rozrost naczyń włosowatych, atypię komórek śródbłonka, nacieki zapalne z granulocytów obojętnochłonnych oraz kolonie drobnoustrojów.

## Drogi szerzenia
B. hanselae przenoszona jest przez koty, u których zakażenie przebiega bezobjawowo; B. quintana przenosi się przez wszy ludzkie. Drobnoustroje wnikają przez skórę.

## Leczenie
Zazwyczaj skuteczna jest erytromycyna lub doksycyklina, jeśli objawy nie ustępują należy zastosować tetracyklinę. Choroba nieleczona może prowadzić do śmierci.